# Chambre de métiers et de l'artisanat de la Seine-Maritime
La Chambre de métiers et de l'artisanat de la Seine-Maritime représente les intérêts généraux de l’artisanat dans son environnement politique, économique et social.

## Organisation
Ses locaux sont répartis sur trois sites géographiques :
- Rouen,
- Le Havre
- et Dieppe (Rouxmesnil-Bouteilles).